# Topaze Louise Dumont
 (avril 2025).
Si vous disposez d'ouvrages ou d'articles de référence ou si vous connaissez des sites web de qualité traitant du thème abordé ici, merci de compléter l'article en donnant les références utiles à sa vérifiabilité et en les liant à la section « Notes et références ».
La topaze Louise Dumont est une topaze dorée, montée en collier, récompensant une actrice germanophone. La récompense est créée en 1932 par le metteur en scène Gustav Lindemann en mémoire de son épouse Louise Dumont. Le bijou est un cadeau à l'actrice de son amie Charlotte de Schaumburg-Lippe.
Le prix est une récompense à vie.

## Dépositaire de la topaze
- Agnes Straub (1932-1941)
- Hermine Körner (1941–1960)
- Maria Wimmer (1960–1996)
- Maria Becker (1999–2012)
- Nicole Heesters (depuis 2012)